# Zamoyscy herbu Jelita

Herb hrabiów Zamoyskich, nadany przez cesarzową Marię Teresę

Posiadłości ziemskie Zamoyskich w I Rzeczypospolitej (zielony) na tle posiadłości innych rodów magnackich pod koniec XVI w.

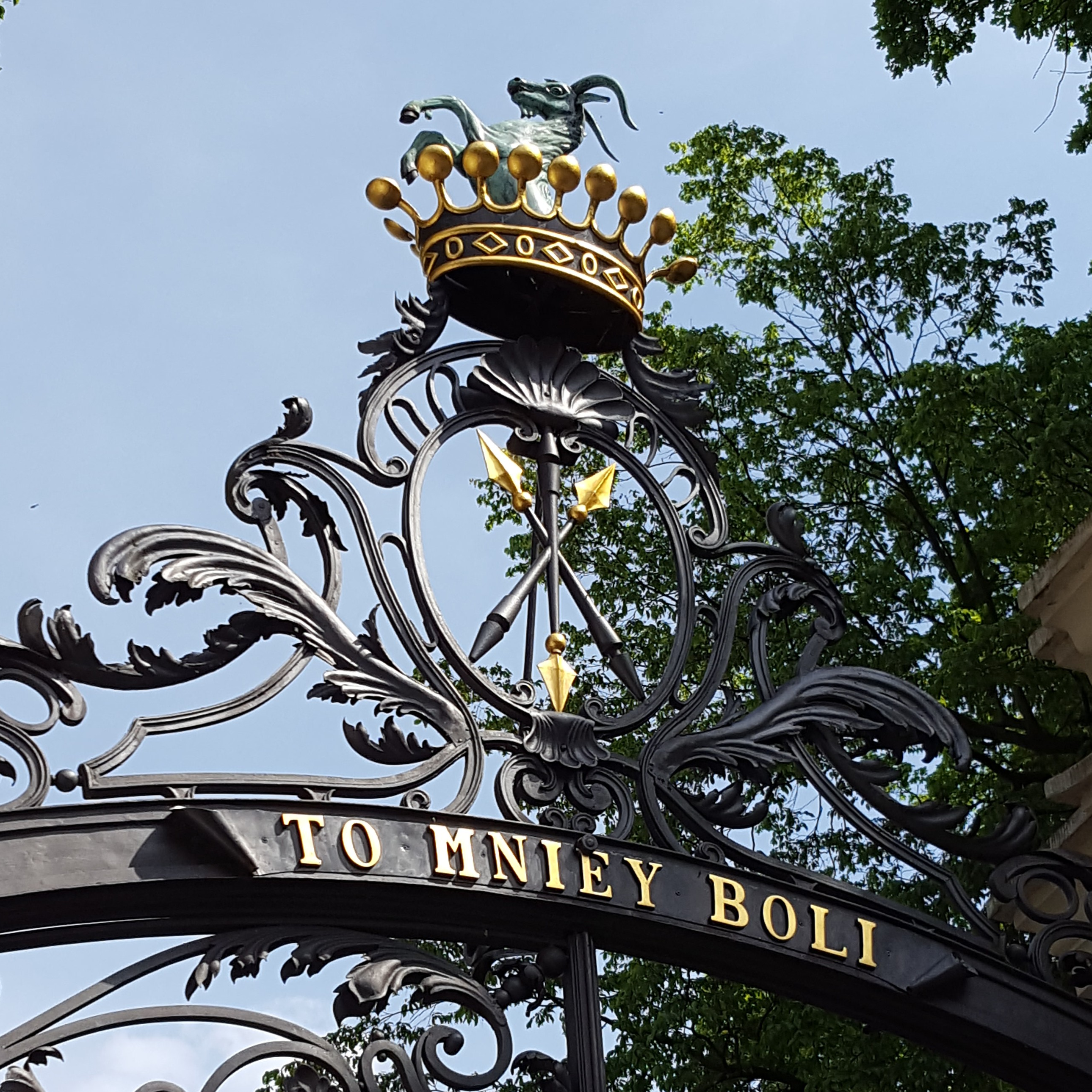
Brama pałacu w Kozłówce, z herbem i zawołaniem rodu

Zamoyscy – polski ród szlachecki o przydomku Saryusz pieczętujący się herbem Jelita. Początkowo należący do średniozamożnej szlachty w wyniku działań Jana Zamoyskiego w II połowie XVI w. awansował do grona magnaterii. 
Wzrost znaczenia rodu został przypieczętowany w roku 1589, kiedy to Jan Zamoyski utworzył Ordynację Zamojską. W tym samym roku otrzymał też propozycję utrzymania hiszpańskiego tytułu księcia, ale jej nie przyjął.
Ród otrzymał kilka tytułów hrabiowskich, pierwszy w osobach IX i X Ordynatów Zamoyskich, Jana Jakuba i jego brata Andrzeja Zamoyskiego w 1778, zatwierdzony w osobie Stanisława Zamoyskiego w Kongresówce w 1820 i w Rosji w 1844, z dodatkami do herbów (zob. Zamoyski Hrabia). Inna gałąź rodu, tzw. węgierska otrzymała austriacki tytuł hrabiowski w 1820.

## Legendarne początki
Ród Zamoyskich wywodzi swoje początki od Floriana Szarego, pochodzącego z grodu Surdęga (obecnie wieś Majkowice koło Przedborza) legendarnego uczestnika bitwy pod Płowcami w 1331 r. Rycerz ten, ranny trzema włóczniami podczas walki miał być zauważony przez króla Władysława Łokietka, oglądającego pobojowisko. Król miał zapytać rycerza, czy bardzo bolą go rany powodujące, iż ranny podtrzymywał wypływające jelita. Bohaterski rycerz odpowiedział, iż mniej one bolą, niż zły sąsiad, na co król obdarował go nadaniem ziemskim i herbem Jelita z zawołaniem rodowym 'To mniey boli'. W rzeczywistości herb ten pojawił się faktycznie w II ćwierci XIV w., natomiast zawołanie rodowe zostało dodane znacznie później.
Przydomek rodowy Saryusz pochodzi najprawdopodobniej od wsi Szarzyn nieopodal Sieradza i dotyczy szerszej gałęzi rodów szlacheckich pieczętujących się herbem Jelita.

## Początki historyczne
Pierwszymi historycznie udokumentowanymi przedstawicielami rodu byli przybysze z województwa łęczyckiego, osiedli w zachodniej części województwa bełskiego, gospodarujący początkowo na dwóch nowo nabytych wsiach: Zamościu, nazwanym później Starym Zamościem i Wierzbą, stopniowo pomnażając rodową fortunę. Do przedstawicieli początkowych pokoleń rodu należeli:

### Pokolenie 1
- Tomasz z Łaznina (II poł. XV w.) – pierwszy przedstawiciel rodu przybyły na tereny województwa bełskiego, właściciel Starego Zamościa i Wierzby

### Pokolenie 2
- Florian Zamoyski (II poł. XV w. – 1510) – syn Tomasza, protoplasta starszej linii ordynackiej, wójt Krasnego.
- Maciej Zamoyski (II poł. XV w.) – syn Tomasza, protoplasta młodszej linii ordynackiej, w tym także wszystkich obecnie żyjących przedstawicieli rodu, rotmistrz królewski w roku 1471

### Pokolenie 3
- Mikołaj Zamoyski (1472–1532) – syn Floriana, proboszcz chełmski do 1511, sekretarz królewski 1515, proboszcz tarnowski 1517, kanonik krakowski 1517, referendarz dworu 1519, prepozyt wojnicki 1520–1532, kantor sandomierski 1530, scholastyk łęczycki 1531.
- Feliks Zamoyski (II poł. XV w. – 1535) – syn Floriana, wojski[7] bełski 1514 r., łowczy chełmski do 1517, wojski chełmski oraz poborca chełmski i bełski 1524, sędzia ziemski chełmski 1525, podkomorzy chełmski, właściciel Skokówki, na której terenie miało później powstać miasto Zamość.

### Pokolenie 4
- Florian Zamoyski (XVI w. – 1591), podczaszy chełmski 1574, chorąży chełmski 1582
- Stanisław Zamoyski (1519–1572, łowczy chełmski 1561, kasztelan chełmski 1566, hetman nadworny koronny, starosta bełski, ojciec Jana.
- Anna Herburt (XVI w. – przed 1554), żona Stanisława, matka Jana.

### Pokolenie 5
- Jerzy Zamoyski (XVI w. – 1621) – biskup chełmski, sekretarz królewski.

## Pierwsi ordynaci na Zamościu (starsza linia/linia kanclerska)
Wykorzystując piastowane urzędy i kolejne nadania ziemskie Jan Zamoyski doprowadził do utworzenia ordynacji ze stolicą w nowo założonym przez siebie mieście Zamościu. Od jego czasów ród wchodzi do pierwszego rzędu magnaterii decydującej o losach całego państwa. Potomkowie Pierwszego Ordynata utrzymali tę pozycję w dwóch kolejnych pokoleniach, mimo dużych zniszczeń kraju podczas wojen kozackich i szwedzkich. Do przedstawicieli linii kanclerskiej należeli:

### Pokolenie 5
Jan Zamoyski – I Ordynat (1542–1605)
Gryzelda Batorówna (XVI w. – 1590) – trzecia żona I Ordynata, bratanica króla Stefana Batorego

### Pokolenie 6
Tomasz Zamoyski – II Ordynat (1594–1638)
Katarzyna Ostrogska (1602–1642) – żona II Ordynata, matka Jana Sobiepana, Gryzeldy i Joanny.
Jadwiga Firlejowa (1573–1609) – siostrzenica I Ordynata

### Pokolenie 7
Jan Sobiepan Zamoyski – III Ordynat (1627–1665)
Maria Kazimiera d’Arquien (1641–1716) – żona Jana Sobiepana, po jego śmierci żona króla Jana III Sobieskiego
Gryzelda Wiśniowiecka (1623–1672) – siostra Jana Sobiepana, żona Jaremy Wiśniowieckiego, matka Michała Korybuta Wiśniowieckiego.
Joanna Koniecpolska (1626–1653) – siostra Jana Sobiepana, żona Aleksandra Koniecpolskiego, matka Stanisława Koniecpolskiego

## Młodsza linia rodu
Podczas, gdy starsza linia Zamoyskich dorabiała się magnackiej fortuny, młodsza linia rodu trwała nadal w średnioszlacheckim stanie, nie osiągając przez dłuższy czas znacznych urzędów, stopniowo jednak zwiększając swoje znaczenie. Do jej przedstawicieli należeli:

### Pokolenie 3
- Jan Zamoyski (XVI w.), syn Macieja.

### Pokolenie 4
- Jan Zamoyski (XVI w.), syn Jana.

### Pokolenie 5
- Jan Zamoyski (XVI w. – 1619), syn Jana, rotmistrz królewski, przełożony straży kresowej 1588, strażnik koronny 1600, kasztelan chełmski 1604.

### Pokolenie 6
- Zdzisław Jan Zamoyski (po 1591 – 1670), syn Jana, podstoli lwowski 1646, kasztelan czernihowski 1656, ojciec Marcina.
- Jan Chryzostom Zamoyski (XVI w. – 1655), biskup łucki, dominikanin, brat Zdzisława Jana.

## Nowa linia Ordynatów na Zamościu
Po bezpotomnej śmierci Jana Sobiepana Zamoyskiego w roku 1665 rozpoczęła się trwająca do 1676 dysputa prawna, mająca doprowadzić do przejęcia Ordynacji przez nowych właścicieli. Stronami byli w niej: siostra ostatniego Ordynata – Gryzelda Wiśniowiecka, siostrzeniec Stanisław Koniecpolski oraz daleki krewny, Zdzisław Zamoyski, a po jego śmierci jego syn, Marcin. Ostatecznie Ordynacja przeszła w ręce Marcina Zamoyskiego. Po jego śmierci wobec małoletności jego syna Tomasza Józefa walka o Ordynację rozgorzała na nowo. Tym razem swoje roszczenia zgłosiła królowa polska Maria Sobieska, pierwsza żona III Ordynata. Ostatecznie dochodzi do ugody pomiędzy matką Tomasza Józefa a Marią Sobieską i w roku 1698 Tomasz Józef obejmuje Ordynację jako V Ordynat.
Ordynacja w wieku XVIII stopniowo podupadała gospodarczo, zarówno z przyczyn niezależnych, jak działania III wojny północnej toczące się na jej terenie, jak i z powodu miernych talentów gospodarczych kolejnych ordynatów. Dopiero IX Ordynat, Jan Jakub Zamoyski podjął reformy mające na celu poprawienie kondycji gospodarczej Ordynacji, doprowadzając mimo przejęcia dużej jej części przez Zabór austriacki do utrzymania jednolitego systemu zarządzania. X Ordynat, Andrzej Zamoyski uzyskał od cesarza Austrii, Józefa II potwierdzenie statutu Ordynacji. Jemu także należy zawdzięczać kodyfikację praw Rzeczypospolitej, odrzuconą ostatecznie przez Sejm w 1780.
Zmiany polityczne związane z wojnami napoleońskimi doprowadziły do zmiany przynależności Ordynacji, najpierw – do Księstwa Warszawskiego, a po kongresie wiedeńskim – do Królestwa Polskiego. Rosnące koszty utrzymania Zamościa zmusiły XII Ordynata, Stanisława Kostkę do sprzedania miasta w roku 1829. Stolicą Ordynacji stał się Klemensów. Z małżeństwa z Zofią z Czartoryskich miał dziesięcioro dzieci, w tym siedmiu synów, spośród których sześciu zapoczątkowało własne linie rodu. Trzy z nich żyją do tej pory.
Do przedstawicieli rodu w opisywanym okresie należą:

### Pokolenie 7
Marcin Zamoyski – IV Ordynat (1637–1689)

### Pokolenie 8
Tomasz Józef Zamoyski – V Ordynat (1678–1725), syn IV Ordynata.
Michał Zdzisław Zamoyski – VI Ordynat (1679–1735), syn IV Ordynata, ojciec VII, IX i X Ordynatów.

### Pokolenie 9
Tomasz Antoni Zamoyski – VII Ordynat (1708–1751), syn VI Ordynata.
Jan Jakub Zamoyski – IX Ordynat (1716–1790), syn VI Ordynata, brat VII i X Ordynatów, stryj VIII Ordynata.
Andrzej Zamoyski – X Ordynat (1717–1792), syn VI Ordynata, brat VII i IX Ordynatów, stryj VIII Ordynata, kanclerz wielki koronny.

### Pokolenie 10
Klemens Jerzy Zamoyski – VIII Ordynat (1747–1767), syn VII Ordynata.
Aleksander August Zamoyski – XI Ordynat (1770–1800), syn X Ordynata, brat XII Ordynata.
Stanisław Kostka Zamoyski – XII Ordynat (1775–1856), syn X Ordynata, brat XI Ordynata.
Anna Jadwiga Sapieżyna – córka X Ordynata, żona Aleksandra Antoniego Sapiehy, matka Leona Sapiehy i Anny Czartoryskiej, teściowa Adama Jerzego Czartoryskiego, blisko związana ze środowiskiem Hotelu Lambert.

### Pokolenie 11
Jadwiga z Zamoyskich Sapieżyna (1806–1890), filantropka, córka Stanisława Kostki Zamoyskiego, żona Leona Sapiehy, matka Adama Stanisława Sapiehy.

## Linia ordynacka: tradycja i ciągłość
Ordynacja Zamoyska pod rządami ostatnich czterech Ordynatów przeżywała okres względnej prosperity, szczególnie w czasach do wybuchu I wojny światowej. XV Ordynat, Maurycy Zamoyski, był bardzo poważnym kandydatem na pierwszego prezydenta odrodzonej Rzeczypospolitej, przegrywając w ostatnim głosowaniu z Gabrielem Narutowiczem 60 głosami. Ostatni Ordynat, Jan Tomasz Zamoyski brał udział w konspiracji podczas II wojny światowej, a także w akcji ratowania Dzieci Zamojszczyzny. Po wojnie pozbawiony Ordynacji rozwiązanej na mocy reformy rolnej był więziony przez władze komunistyczne przez 8 lat. Jego syn, Marcin, był prezydentem Zamościa.
Do kolejnych przedstawicieli linii ordynackiej należą:

### Pokolenie 11
Konstanty Zamoyski – XIII Ordynat (1799–1866), najstarszy syn XII Ordynata.

### Pokolenie 12
Tomasz Franciszek Zamoyski – XIV Ordynat (1832–1889)

### Pokolenie 13
Maurycy Zamoyski (hrabia) – XV ordynat (1871–1939)

### Pokolenie 14
Jan Tomasz Zamoyski – XVI Ordynat (1912–2002), senator RP
Róża Zamoyska – żona Jana Tomasza (1913–1976), działaczka społeczna w czasie II wojny światowej
Paweł Zamoyski ps. „Ziemba” (1922–1985) – kapral podchorąży, uczestnik powstania warszawskiego

### Pokolenie 15
Marcin Zamoyski (1947–), prezydent Zamościa

## Linia Andrzeja Artura Zamoyskiego
Od drugiego syna Stanisława Kostki wywodziła się linia rodu wymarła w roku 1925. Najbardziej znanym jej członkiem jest sam jej założyciel. Do przedstawicieli linii należą:

### Pokolenie 11
Andrzej Artur Zamoyski (1800–1874), drugi syn Stanisława Kostki, – działacz polityczny i gospodarczy w Królestwie Polskim, jeden z czołowych przedstawicieli pracy organicznej.

### Pokolenie 12
Stanisław Antoni Zamoyski (1834–1881)

## Linia kozłowiecka
Kozłówka, wieś nabyta przez XI Ordynata na Zamościu, stała się w 1903 r. Ordynacją, założoną przez Konstantego Zamoyskiego, pochodzącego od trzeciego syna Stanisława Kostki, Jana. Po śmierci I Ordynata na Kozłówce majątek przeszedł w ręce jego kuzyna, Adama Michała, syna najmłodszego syna Stanisława Kostki, także Stanisława Kostki. Ordynacja kozłowiecka została zlikwidowana w wyniku reformy rolnej. Do tej pory żyją członkowie linii Stanisława Kostki młodszego, zarówno związani bezpośrednio z Ordynatami na Kozłówce, jak i z linii bocznej.
Do przedstawicieli linii kozłowieckiej oraz jej protoplastów należą:

### Pokolenie 11
Jan Zamoyski (1802–1879), syn XII Ordynata na Zamościu.
Stanisław Kostka Zamoyski młodszy (1820–1889), syn XII Ordynata na Zamościu, właściciel Kozłówki.

### Pokolenie 12
Konstanty Zamoyski (1846–1923), I Ordynat na Kozłówce, syn Jana.
Jan Władysław Zamoyski (1849–1923), syn Jana.
Adam Michał Zamoyski (1873–1940), II Ordynat na Kozłówce.

### Pokolenie 13
Aleksander Zamoyski (1898–1961), III (ostatni) Ordynat na Kozłówce.
Jan Kanty Zamoyski (1900–1961)

## Linia kórnicka
Od czwartego syna Stanisława Kostki, Władysława wywodzi się linia rodu związana z dobrami w Kórniku. Syn Władysława, także Władysław wykupił w 1902 roku z rąk austriackich dobra zakopiańskie wraz z Morskim Okiem, które w roku 1933 przeszło na własność rządu polskiego. Linia wymarła w 1937 r.
Do przedstawicieli linii kórnickiej oraz jej protoplastów należą:

### Pokolenie 11
Władysław Zamoyski (1803–1868), generał wojsk polskich w powstaniu styczniowym, generał dywizji wojsk tureckich, generał brytyjski.
Jadwiga Zamoyska (1831–1923), żona Władysława

### Pokolenie 12
Władysław Zamoyski (1853–1924), polski działacz społeczny, fundator Zakładów Kórnickich.
Maria Zamoyska (1860–1937)

## Linia Zdzisława Zamoyskiego
Od piątego syna Stanisława Kostki, Zdzisława, wywodzi się linia rodu mająca swoje dobra w okolicach Jarosławia. Członkowie linii żyją do dzisiejszego dnia, najbardziej znanym jej przedstawicielem jest Adam Zamoyski, historyk i prezes zarządu Fundacji Książąt Czartoryskich.
Do przedstawicieli tejże linii oraz jej protoplastów należą:

### Pokolenie 11
Zdzisław Zamoyski (1810–1855) – uczestnik powstania listopadowego.

### Pokolenie 12
Stefan Zamoyski (1837–1899), naczelnik cywilny w powstaniu styczniowym w 1863 r. w obwodzie przemyskim i więzień austriacki, po powstaniu poseł na sejm w Galicji, dożywotni członek Izby Panów, działacz gospodarczy.

### Pokolenie 14
Stefan Adam Zamoyski (1904–1976), doktor prawa, adiutant Władysława Sikorskiego.
Władysław Ignacy Zamoyski ps. „Cyk” (ur. 1914–1944)- podporucznik, powstaniec warszawski.

### Pokolenie 15
Adam Zamoyski (1949 -), historyk, były prezes zarządu Fundacji Książąt Czartoryskich.

## Linia Augusta Zamoyskiego
Od szóstego syna Stanisława Kostki, Augusta Zamoyskiego, posiadająca dobra w okolicach Włodawy. Linia w części męskiej wymarła w 1970, do jej przedstawicieli należą:

### Pokolenie 11
August Zamoyski (1811–1889), właściciel dóbr Włodawa, Różanka, Jabłoń, mąż Elfrydy z Tyzenhauzów.

### Pokolenie 13
August Zamoyski (1893–1970), rzeźbiarz.